# Регби-7 на летних Олимпийских играх 2016
Соревнования по регби-7 на летних Олимпийских играх 2016 прошли с 6 по 8 августа у женщин и с 9 по 11 у мужчин. Спортсмены разыграли два комплекта медалей. И у мужчин, и у женщин в олимпийском турнире выступили по 12 сборных. Соревнования прошли на стадионе в Деодору.
9 октября 2009 года на 121-й сессии МОК в Копенгагене 81 голосом против 8 было решено включить регби-7 в программу Олимпийских игр 2016 года. Последний раз регби в программе Олимпийских игр присутствовало в 1924 году, когда в Париже были проведены соревнования по классической разновидности регби.
Мужская сборная Фиджи, выиграв золото, принесла своей стране первую олимпийскую медаль во всех видах спорта.

## Медали

### Общий зачёт
(Жирным выделено самое большое количество медалей в своей категории; принимающая страна также выделена)
| Общее количество медалей |                |        |         |        |       |
| Место                    | Страна         | Золото | Серебро | Бронза | Всего |
| 1                        | Австралия      | 1      | 0       | 0      | 1     |
| 1                        | Фиджи          | 1      | 0       | 0      | 1     |
| 3                        | Великобритания | 0      | 1       | 0      | 1     |
| 3                        | Новая Зеландия | 0      | 1       | 0      | 1     |
| 5                        | Канада         | 0      | 0       | 1      | 1     |
| 5                        | ЮАР            | 0      | 0       | 1      | 1     |
| Всего                    | Всего          | 2      | 2       | 2      | 6     |

### Медалисты
| Дисциплина | Золото | Серебро | Бронза |
| Мужчины    | Фиджи · Яса Веремалуа · Масивеси Дакувака · Аписаи Доломаилаи · Осеа Колинисау · Семи Кунатани · Вилиаме Мата · Самисони Насагавеси · Леоне Накарава · Савенаса Равака · Ватемо Равоувоу · Китионе Талига · Джерри Туваи · Джосуа Туисова | Великобритания · Марк Беннетт · Фил Бёрджес · Дэн Бибби · Джеймс Дэвис · Сэм Кросс · Олли Линдсей-Хейг · Рори Макконохи · Том Митчелл · Дэн Нортон · Марк Робертсон · Джеймс Родуэлл · Маркус Уотсон              | ЮАР · Тим Агаба · Сесил Африка · Кайл Браун · Джастин Гедалд · Юан де Йонг · Вернер Кок · Чеслин Колбе · Дилан Сейдж · Сеабело Сенатла · Квагга Смит · Филип Сниман · Роско Спекман · Франсуа Хугор |
| Женщины    | Австралия · Николь Бек · Эллиа Грин · Хлои Далтон · Алисия Куирк · Шарлотта Кэслик · Эвания Пелайт · Шеннон Пэрри · Эми Тёрнер · Эмма Тонегато · Шарни Уильямс · Эмили Черри · Джемма Этеридж                                             | Новая Зеландия · Шакира Бейкер · Келли Брэйзер · Гейл Бротон · Портия Вудман · Сара Госс · Кайла Макалистер · Хуриана Мануэль · Тайла Натан-Вонг · Терина Те Тамаки · Руби Туи · Ниалл Уильямс · Тереза Фицпатрик | Канада · Бриттани Бенн · Ханна Дарлинг · Джен Киш · Меган Лукан · Жислен Ландри · Кайла Молески · Карен Пакен · Келли Расселл · Эшли Стейси · Наташа Уотчем-Рой · Черити Уильямс · Бьянка Фарелла   |